# Leuctra delamellata
Leuctra delamellata är en bäcksländeart som beskrevs av Zhiltzova 1960. Leuctra delamellata ingår i släktet Leuctra och familjen smalbäcksländor. Inga underarter finns listade i Catalogue of Life.